# Riga (Michigan)
Riga ist ein Township in Lenawee County, Michigan, Vereinigte Staaten. Der Ort liegt an der Südgrenze des Staates, etwa zehn Kilometer nördlich von Berkey, Ohio. 2020 lebten in Riga 1.286 Einwohner.

## Geografie
Riga Township umfasst 105,9 km2 und liegt etwa 10 Kilometer nördlich der Grenze zu Ohio. Der Grenzort Berkey, der früher selbst den Namen Riga trug, ist über den Riga Highway schnell zu erreichen. Nördlich von Riga verläuft die US Route 223, über die Adrian und Toledo erreicht werden können. Im Westen grenzt Riga an Ogden Township, im Norden an das Dorf Blissfield, Blissfield Township und Deerfield Township. Im Osten grenzt Riga an das benachbarte Monroe County, genauer an Whiteford Township, und im Süden an Richfield Township in Lucas County, Ohio.
Rund um Riga wurden Bewässerungssysteme angelegt, welche im Westen des Townships durch den River Raisin gespeist werden. Bevor diese Bewässerungssysteme angelegt wurden, war das Gebiet sumpfig und von einem dichten Baumbestand geprägt, deswegen erfolgte die Besiedelung des Gebietes auch relativ spät. Durch das Austrocknen des Sumpfes entstand fruchtbares Ackerland, dass historisch vor allem für Zuckerrüben genutzt wurde. Bis heute verdienen viele Einwohner mit der Landwirtschaft ihren Lebensunterhalt. Im Osten von Riga erfolgt die Bewässerung über das Ottawa Lake Outlet.

## Demografie
Der Census von 2020 verzeichnete für Riga 1.286 Einwohner, aufgeteilt auf 485 Haushalte. Das durchschnittliche Einkommen pro Haushalt lag 2023 bei 88.472 $ (Zum Vergleich: Der Durchschnitt für die USA lag im selben Jahr bei 80.610 $, der von Michigan bei 71.149 $.). 2023 betrug das Durchschnittsalter 53 Jahre und lag damit zehn Jahre über dem Durchschnitt von Lenawee County.

## Politik
In der Wahl des Supervisors (Vorsitzender eines Township), durchgeführt im Zuge der Präsidentschaftswahl 2024, wurde der parteilose Gary Lee Kastel in seinem Amt bestätigt. Bei der Wahl 2020 trat er noch als Kandidat der Demokraten an.